# 小崎東紅
小崎 東紅（こざき とうこう、1907年 - 2008年）は、日本の教育者、小学校音楽教育の指導者。熊本県出身。龍田寮事件（黒髪校事件ともいう）（ハンセン病非感染児童通学問題）でこじれた熊本市立黒髪小学校の校長を務めた。

## 5回の全国一の記録
小崎東紅は熊本市立碩台小学校時代に「児童唱歌コンクール」、現NHK全国学校音楽コンクールで指導者として5回も優勝に導いた。昭和10年（第4回）男子、11年（第5回）男子、12年（第6回）男子・女子、13年（第7回）女子（男子は2位）。昭和14年は男女共に2位。昭和15年は戦争が近づきコンクールは中止となった。これらの記録は碩台小学校の”栄光の部屋（なでしこの部屋）”に残されている。当時は5年生のみの発表であった。初回優勝の曲は、男子の課題曲「剛健」、女子は「野ばら」であった。小崎は児童の練習と休養のバランスに腐心し、ピアノとマイクと児童の位置関係に神経をすり減らした。外の指導者として、島田勲、村正範、藤枝操、浅香光、古城秀雄が記録されている。

## 戦後の活躍
熊本県教育委員会学務課、指導主事に抜擢された。御真影は焼奉式をおこない焼いたが、教育勅語はまとめて文部省に返しにいった。文部省の講堂の、熊本県と指示された位置に、小荷物同様に受納された。。

## 龍田寮事件の問題解決に寄与
1954年5月、花園小学校校長から突然黒髪小学校校長へ発令となった。父母が菊池恵楓園の患者である、非感染児を龍田寮から一般の小学校に通学させることが問題となった。赴任した理由は、前任者の校長が児童の保護者からの突き上げにあい、心身ともに疲労し、病気入院したためである。赴任した小崎は校長室も校門も賛成派・反対派に不法占拠される状況の中で校務を遂行した。反発した保護者らが「らい病の子どもと一緒に勉強しなくてすむよう休学しよう」との呼びかけで始まった「第二黒髪小学校」と称する寺子屋教室開設やマイク合戦とエスカレートした。やがて龍田寮事件は、参議院でも検討会が開かれたが、その後に収束した。その後城東小学校の校長になったが、放火事件があり、また、白川小学校校長時代にはガラス窓落下事件もあった。1966年退職。

## その後の活躍
小崎が立ち上げた県と市の音楽教育研究会（県の方は1948年結成、初代会長を務めた）、放送研究会、視聴覚教育研究会の育成充実を図った。また、小中学校作曲コンクール（小崎賞）、ママさんコーラスの指導、多くの学校の校歌を作曲した。1986年に勲五等瑞宝章、1988年に熊本県芸術功労者を受賞。2008年3月逝去。100歳であった。